# Liste des zones karstiques de France
Pour un article plus général, voir Géologie de la France.
Les zones karstiques en France sont principalement présentes dans le bassin de Paris, la bordure nord-est du bassin d'Aquitaine, les chaînes de montagnes récentes (Alpes, Pyrénées et Jura), les Grands Causses, le Bas-Languedoc et la Provence. Le karst est une forme de relief créée par l'altération de roches telles que les roches carbonatées et les roches évaporitiques. En France, le karst s'exprime principalement dans des formations de roches carbonatées (calcaire et craie) qui affleurent sur de plus de 180 000 km2 ; les formations de roches évaporitiques sont plus anecdotiques.
Les types de karsts présents en France sont classés selon des critères géomorphologiques, définis sur la base de caractéristiques géologiques et paléoclimatiques, et des critères hydrogéologiques qui permettent de définir 7 grandes familles de karsts : les karsts de montagne en zone plissée et fortement tectonisée, les karsts des plateaux et des plaines peu tectonisés, les karsts méditerranéens, les karsts du socle paléozoïque, les karsts des formations crayeuses du bassin de Paris, les karsts localisés des formations peu carbonatées du bassin de Paris et les karsts sous couverture.
Cette liste présente les principales zones karstiques de France, ainsi que les sites karstiques reconnus à forte importance patrimoniale dans l'inventaire national du patrimoine géologique du Muséum national d'histoire naturelle.

## Karsts des zones de montagnes plissées et fortement tectonisées

### Karsts de haute montagne

#### Alpes internes savoyardes
- Massif de la Vanoise
- Beaufortain oriental
- Croix des Têtes

#### AutresPréalpesduDauphiné
- Briançonnais
- Trièves
- Ouest du Massif du Taillefer :
  - Matheysine
  - Sénépy et Montagne du Conest :
    - Connex
    - Peyrouse
- Massif du Dévoluy :
  - Obiou
  - Grand Ferrand : chourums
  - Pic de Bure
  - terrasses du Beaumont
- Zone karstique du Massif des Cerces :
  - Grand Galibier : (Col du Galibier)[1].
  - Pointe des Cerces
  - Mont Chaberton
- Zone karstique du Massif des Arves :
  - Aiguille du Goléon
  - Mont Charvin
- Pays du Buëch : Montagne de Céüse
- Massif du Diois :
  - Jocou
  - Montagne d'Angèle
- Massif des Baronnies :
  - Dentelles de Montmirail
  - Montagne de Chabre
- Tricastin

### Préalpes de Savoieet duDauphiné

#### Préalpes de Savoie

##### Aravis
- Chaîne des Aravis :
  - Aiguille de Borderan
  - Mont Charvin
  - Croise Baulet
  - L'Étale
  - Pointe Percée
  - Quatre Têtes
  - Tête du Danay
  - Pointe de Bella Cha
  - Pointe d'Areu
  - Mont Charvet
  - Mont Fleuri
  - Tardevant
  - Tête de Paccaly
  - Roche Perfia
  - Tête Pelouse
  - Roualle
  - Grande Balmaz
  - Parrossaz

##### Massif des Bornes

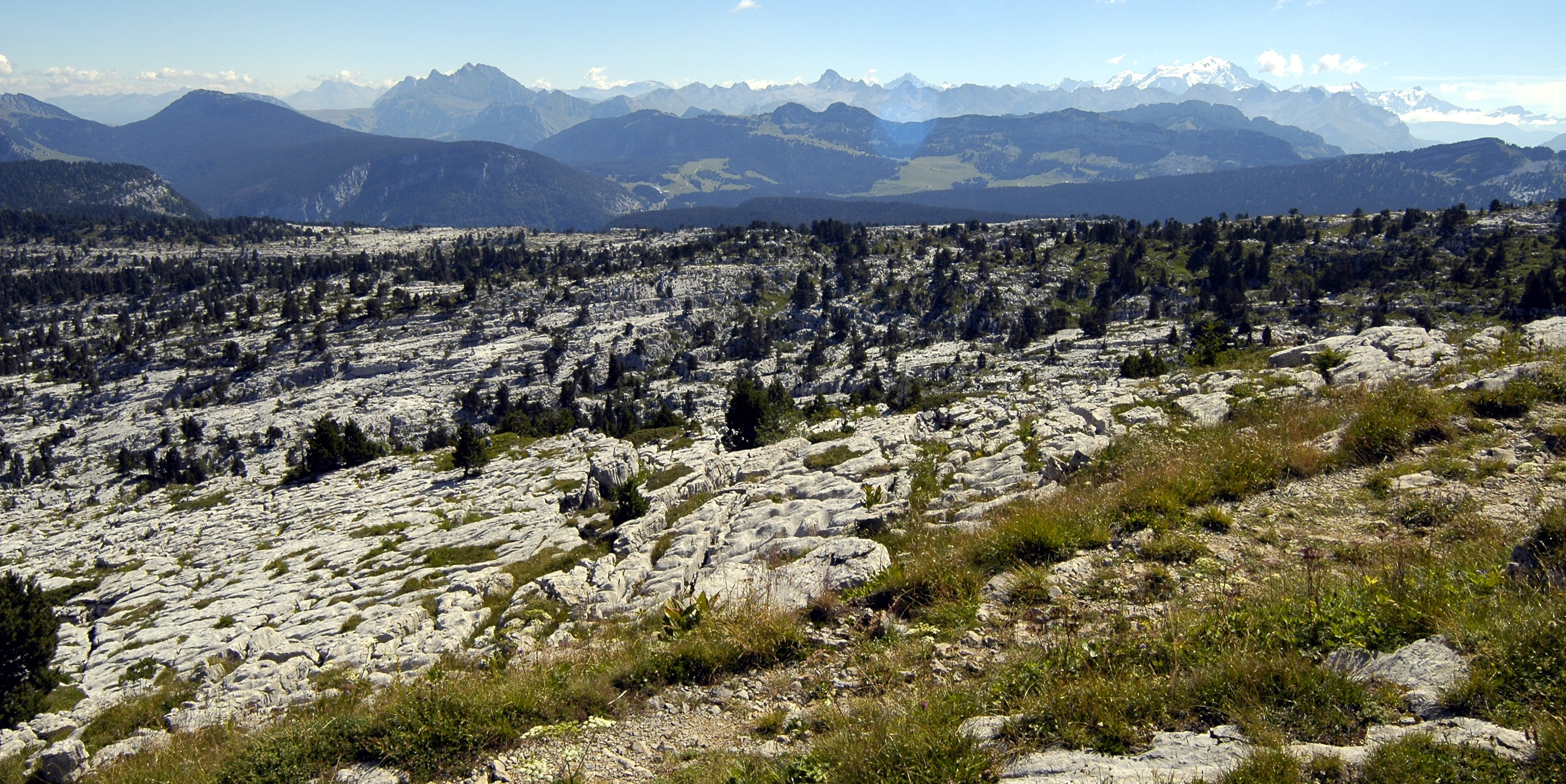
Aspect du plateau du Parmelan.

- - Chaîne du Bargy
  - Mont Lachat (massif des Bornes)
  - Col de Solaison
  - Pointe d'Andey
  - Pic de Jallouvre
  - Pointe Blanche
  - Parmelan
  - La Tournette
  - Plateau des Glières

##### Massif des Bauges

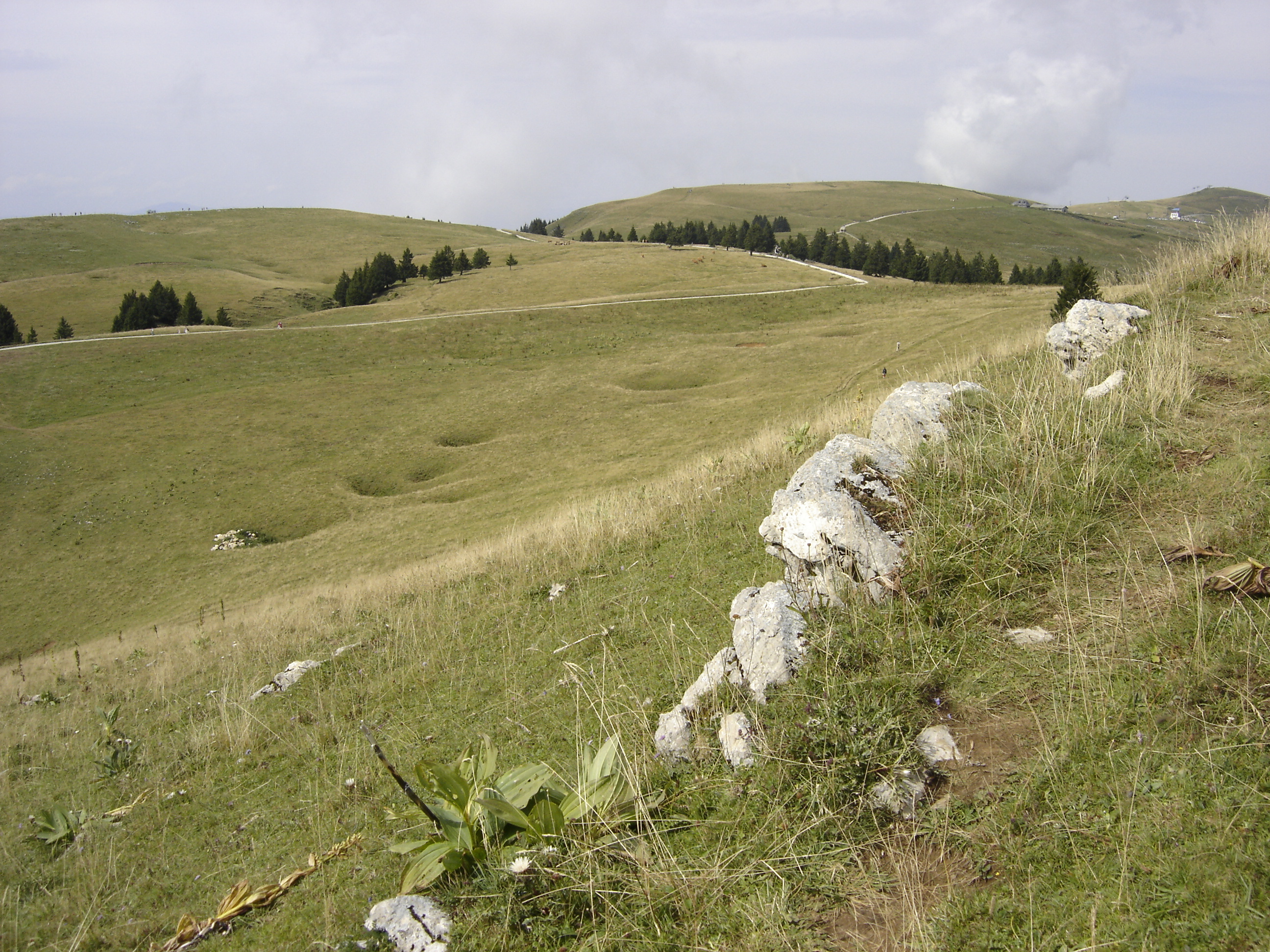
Plateau du Semnoz

- Cluse du Chéran
- Arcalod
- Pécloz
- Trélod
- Dent de Cons
- Mont Colombier
- Montagne du Charbon
- Mont Margériaz
- Roc des Bœufs
- Roc Rouge ou la Négresse
- Semnoz
- Pointe de la Galoppaz
- Nivolet
- Mont Revard
- Montagne de Bange

##### Massif du Chablais
- Hauts-Forts
- Mont de Grange
- Pointe de Vorlaz
- Roc d'Enfer
- Dent d'Oche
- Château d'Oche
- Pointe de Nantaux
- Mont Chauffé
- Cornettes de Bise
- Pointe de Fornet
- Pointe de Chésery
- Tête du Géant
- Pointe de Chavanette
- Cornebois

##### Massif du Giffre
- Chaînon des Dents du Midi :
  - Dents du Midi : Haute Cime
  - Dent de Valère
- Haut-Giffre :
  - Tour Sallière
  - Mont Buet
  - Grand Mont Ruan
  - Pic de Tenneverge
  - Cheval Blanc
  - Grenier de Commune
- Massif de Sixt :
  - Cirque du Fer-à-Cheval
  - Cascade du Rouget
  - Le Bout du Monde

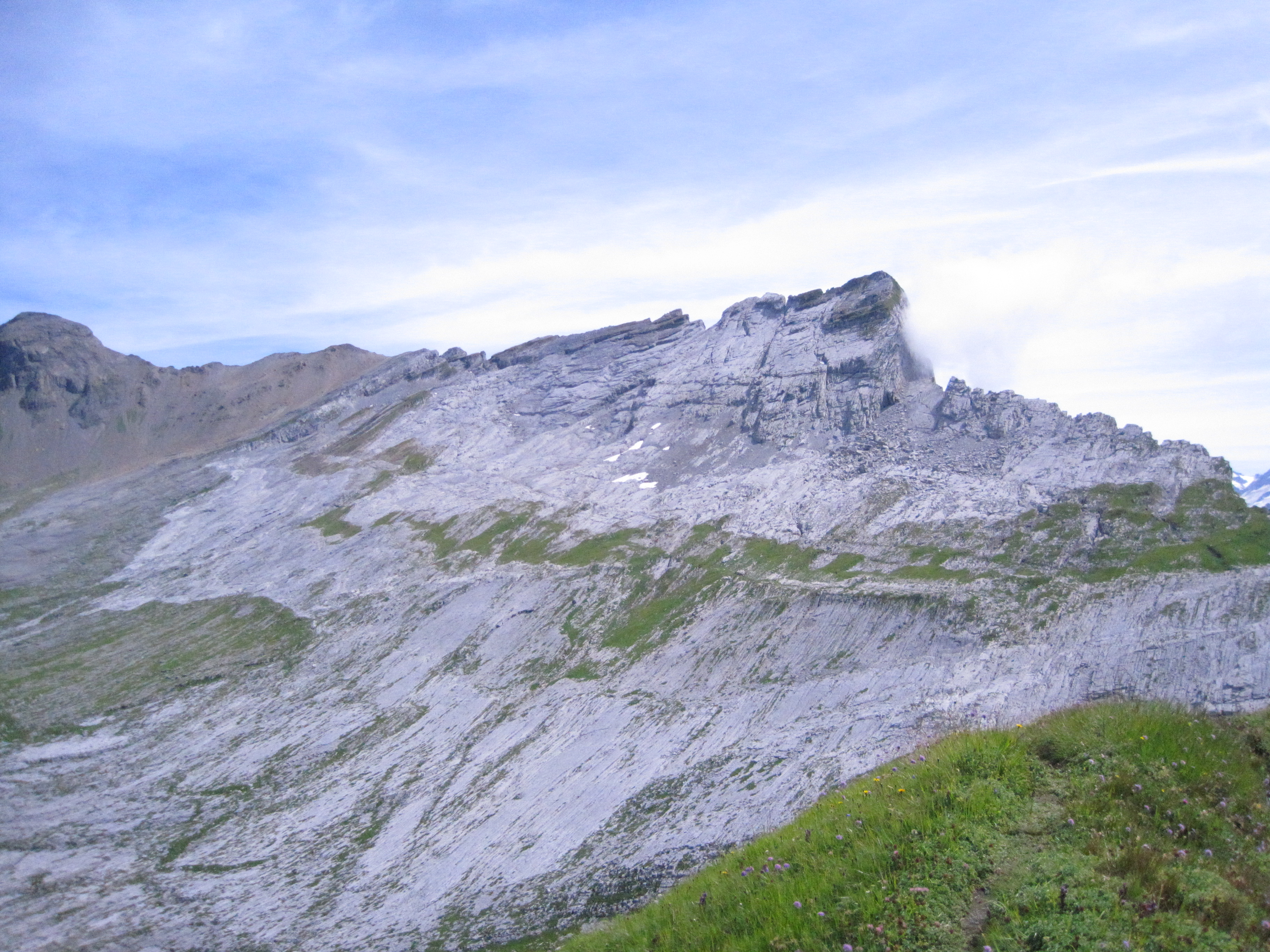
Pointe d'Anterne et désert de Platé vus depuis le passage du dérochoir.

  - Montagne du Folly : Gouffre Jean-Bernard
  - Aouille de Criou : Gouffre Mirolda
  - Les Dents Blanches
  - Corne au Taureau
  - Pointe Rousse
  - Tête de Bossetan
- Désert de Platé :
  - Tête du Colonney
  - Pointe de Platé
  - Cascade de la Pleureuse
  - Chaîne des Fiz : Pointe d'Anterne
  - Aiguille de Varan
  - Plateau d'Assy

#### Hautes-Corbières méridionales
- Plateau de Lacamp-Monthoumet : Gorges de l'Orbieu
- Mont Tauch
- Haut-Fenouillèdes

#### Autres zones karstiques duMassif des Corbièreset de sa périphérie
- Haut-Carcassès :
  - Petites-Corbières du Carcassès
  - Plaine perchée de Saint-Hilaire
- Malepère
- Collines du Razès
- Plateau de Bouisse
  - Montagne de Milobre
  - Serre de Cantaloups
- Massif de Fontfroide
- Plateaux du Termenès et de Fontjoncouse
- Montagne d'Alaric

##### AutresPréalpes de Savoie
- Pays de l'Albanais

#### Massif du Vercors[2],[3].
- Quatre-Montagnes :

Carte topographique avec les régions du Vercors.

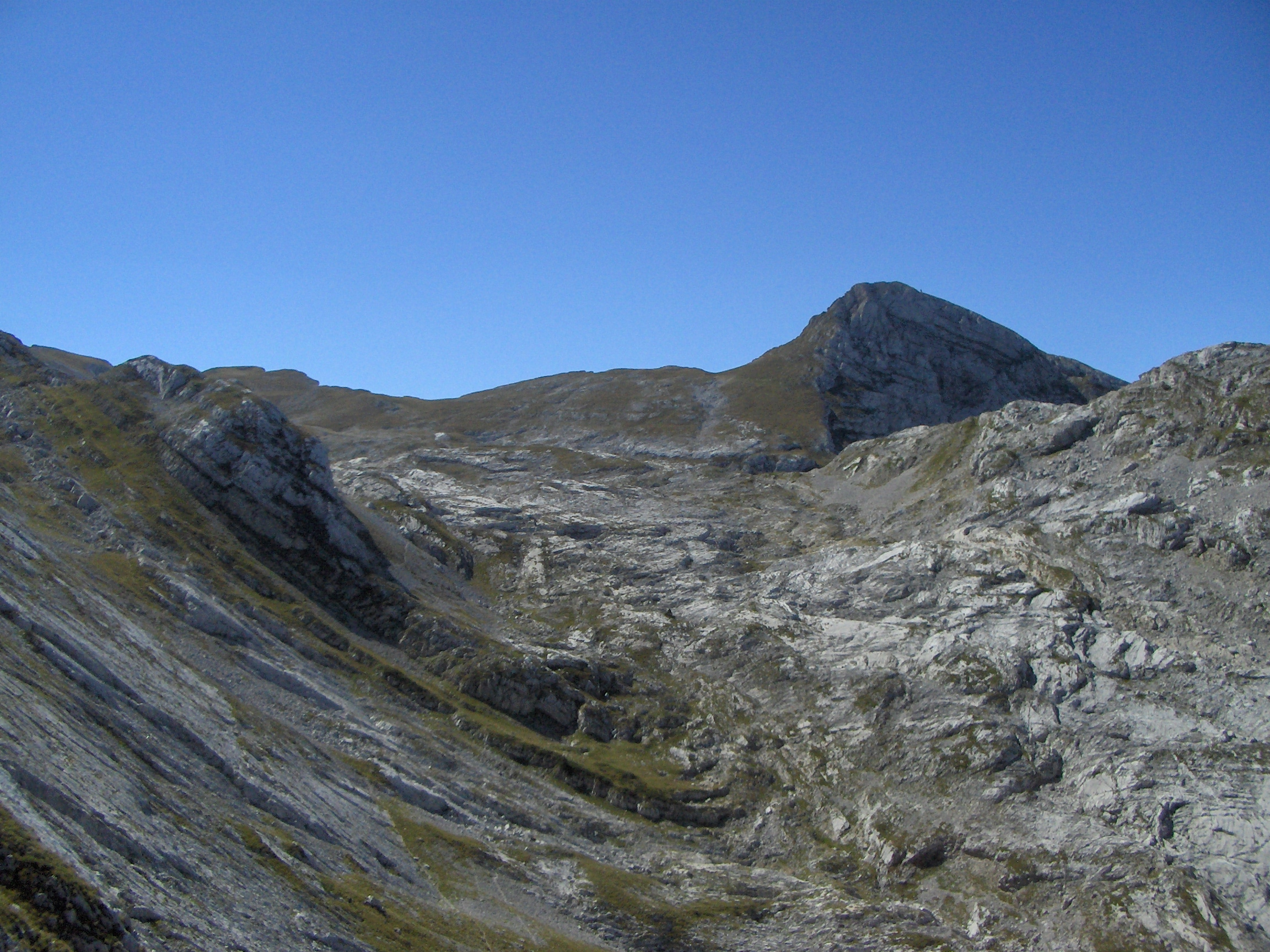
Un karst de haute montagne : le Clot d'Aspres

  - Plateau de Sornin : Réseau du gouffre Berger & Cuves de Sassenage
  - Synclinal d'Autrans-Méaudre : Réseau du Trou qui souffle
  - Moucherotte
  - Roc Cornafion
  - Arêtes du Gerbier
  - Grande Moucherolle et Petite Moucherolle : Réseau du Clot d'Aspres
- Plateau de Vassieux
- Hauts-plateaux du Vercors :
  - Grand Veymont: Grotte de la Luire
  - Tête des Chaudières et Rochers de la Balme
  - Sommet de Malaval
  - Mont Aiguille
- Le Glandasse :
  - Cirque d'Archiane
  - Pié Ferré
- Royans et Coulmes :
  - Plateau des Coulmes
  - Grands Goulets
  - Gorges de la Bourne : Grottes de Choranche
  - Combe Laval
  - Falaises de Presles

#### Massif de la Chartreuse[4].
- Plateau des Petites Roches
- Gorge du Manival
- Mont Saint-Eynard
- Bec Charvet
- Dent de Crolles[5].
- Mont Granier
- Chamechaude
- Lances de Malissard
- Grand Som

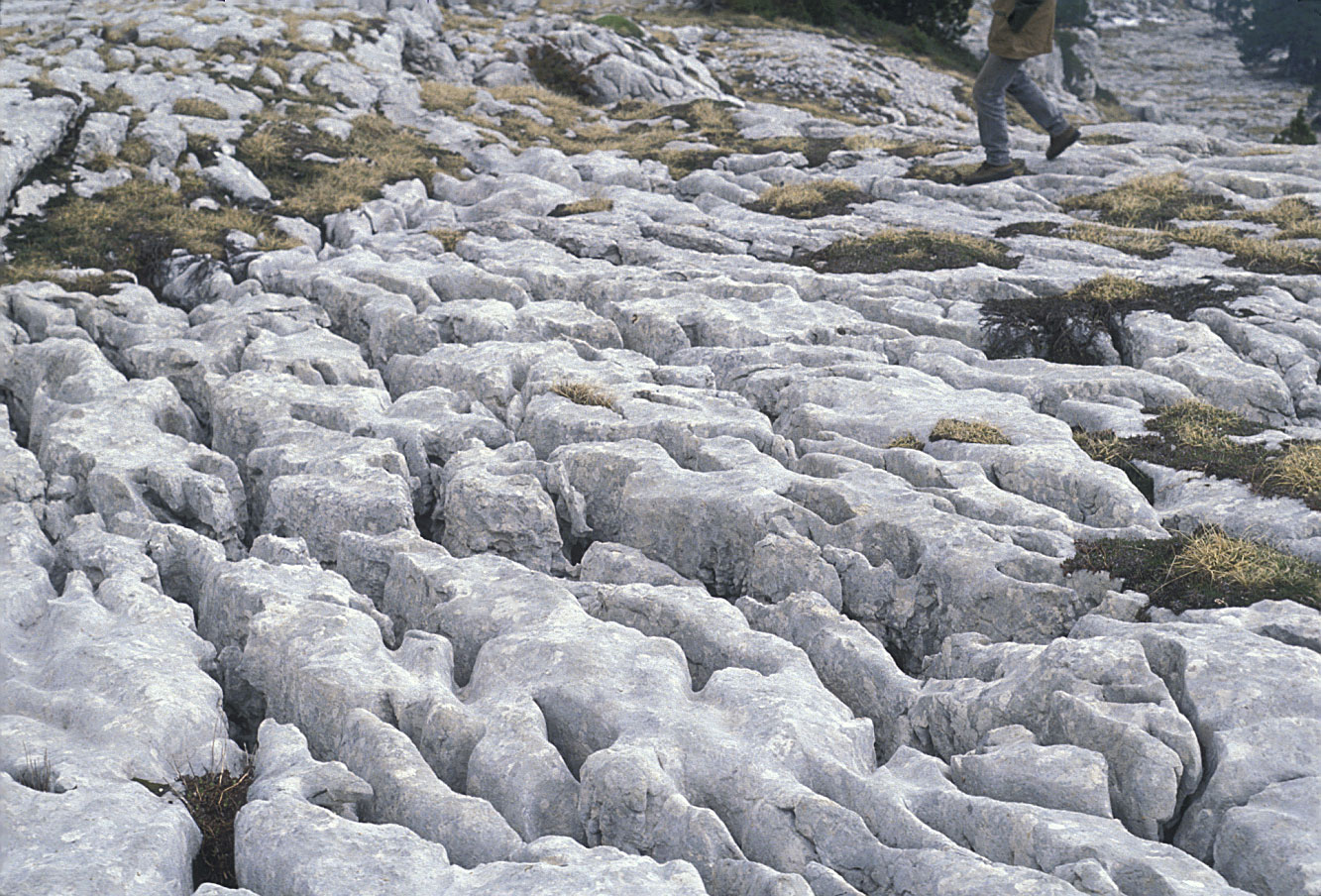
Vue de lapiaz dans le calcaire urgonien près du sommet de la Dent de Crolles.

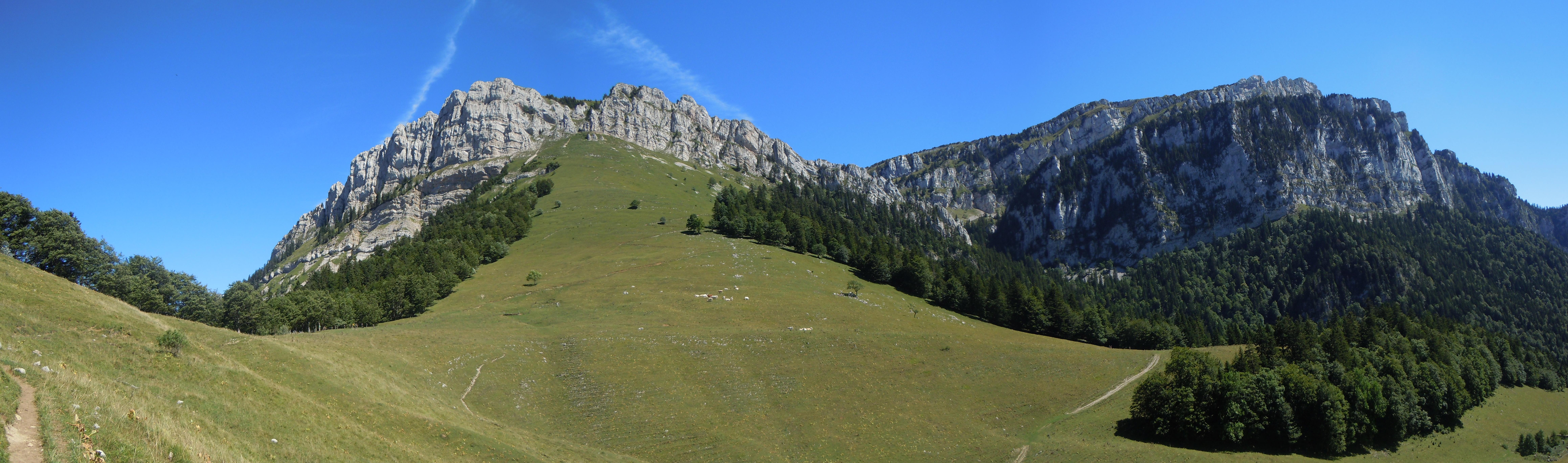
Vue depuis le col de la Ruchère sur le Petit Som (1772 m, à gauche) et les crêtes du Grand Som (à droite).

- Gorges du Guiers Vif et de l’Echaillon
- Gorges du Guiers Mort
- Grande Sure
- Charmant Som
- Sommet du Pinet
- Dent de l'Ours
- La Scia
- Petit Som
- Pinéa
- Mont Outheran
- La Cochette
- Grands Crêts
- Écoutoux
- Néron
- Rachais

### Karsts du Jura plissé
- Bugey : Plateau de Retord
- Revermont
- Avant-Pays savoyard :
  - Chaîne de l'Épine
  - Mont du Chat :
    - Signal du Mont du Chat
    - Molard Noir
    - Dent du Chat

  - Mont Tournier et Montagne de Parves : Gorges de la Balme
  - Massif de la Chambotte : grottes de Corsuet
  - Plateau du Grand-Ratz : Gorges de Crossey
  - Dent de Moirans

| Nom du site                       | Type                   | Localisation                     | Image |
| --------------------------------- | ---------------------- | -------------------------------- | ----- |
| Source du Lison                   | Résurgence             | Nans-sous-Sainte-Anne (Doubs)    |       |
| Pertes du Doubs                   | Perte                  | Arçon et Maisons-du-Bois (Doubs) |       |
| Lac d'Antre et sources de l'Héria | Système hydrokarstique | Villards-d'Héria (Jura)          |       |

### Zones karstiques desPyrénées
- Massif de la Pierre-Saint-Martin

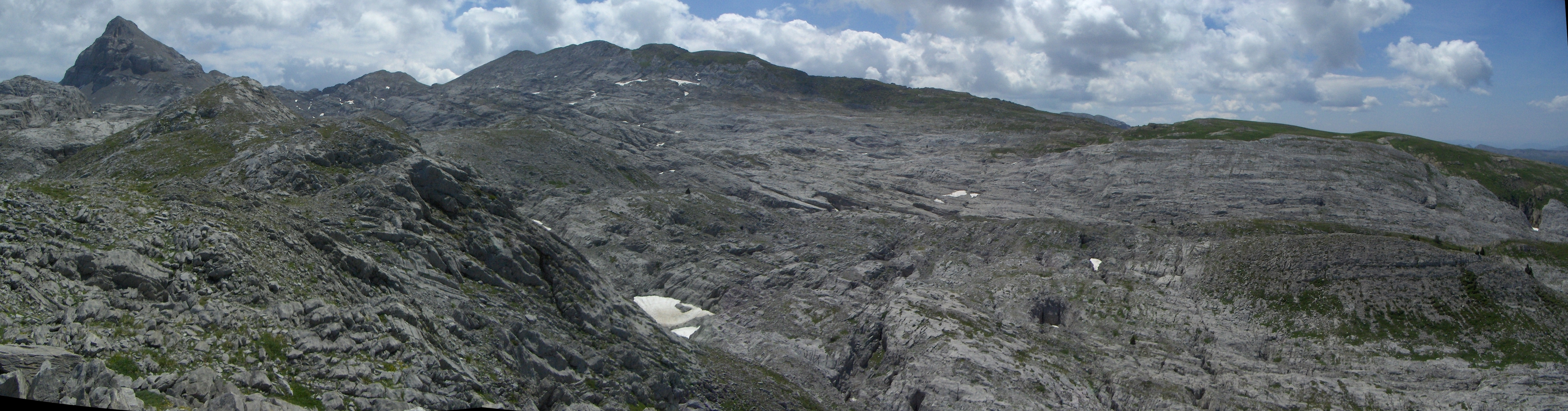
Le karst de la Pierre Saint Martin au pied du Pic d'Anie 2504m

- Massif du Mont-Perdu : Cirque de Gavarnie
- Massif du Ger
- Montagnon d'Isèye (entre Vallée d'Ossau et Vallée d'Aspe)
- Massif du Somport
- Néouvielle
- Massif d'Arbas
- Baronnies des Pyrénées
- Couserans
- Plantaurel
- Quercob
- Pays de Sault (Fontaine intermittente de Fontestorbes)
  - Plateau de Quérigut
  - Plateau de Comus
  - Plateau de Rodome
  - Plateau de Roquefort
  - Plateau de Sault
- Hautes-Corbières montagnardes :
  - Serre de Bec
  - Serre de Ferran
- Aspres
- Capcir
- Vallespir
- Haute-Soule
- Mont Abarratea et Vallée de l'Arberoue : Grottes d'Isturitz et d'Oxocelhaya
- Mont Ursuya
- Massif des Arbailles
- Conflent
- Massif de l'Arize (Grotte du Mas d'Azil et Rivière souterraine de Labouiche)
- Massif du Plantaurel
- Plateau de Lannemezan
- Pénéplaine du Labourd :
  - Côte basque entre Biarritz et la Bidassoa :
    - falaises de flysch de la Baie de Socoa :
      - falaises de la Pointe Sainte-Barbe
      - falaises de la Pointe de Socoa

    - falaises de la Pointe Sainte-Anne
    - Corniche d'Urrugne
    - Colline de Cénitz
    - falaises de Bidart
    - falaises de Biarritz : Stack de la Vierge et Rocher de l'Atalaye

  - Versant occidental de La Rhune

## Karsts des plateaux et plaines faiblement tectonisés

### Grands Causses
- Causse Comtal
- Causse de Sévérac
- Causse de Sauveterre
- Causse Méjean : Chaos de Nîmes-le-Vieux, Gorges de la Jonte (Grotte de Dargilan), Aven Armand...
- Causse Noir et Causse-Bégon: Chaos de Montpellier-le-Vieux, Gorges de la Dourbie, Gorges de la Jonte (Grotte de Dargilan), Gorges du Trèvezel...
- Plateau du Bonheur et Causse de Camprieu : Perte du Bonheur, Abîme de Bramabiau...
- Larzac : Gorges de la Dourbie
- Plateau de l'Escandorgue
- Causse Rouge
- Causse de Mende
- Causse de Chamgefège
- Causse de Blandas : Gorges de la Vis (Cirque de Vissec, Perte et Résurgence de la Vis, Cirque de Navacelles...)
- Causse de Campestre : Gorges de la Virenque, Abîme de Saint-Ferréol...
- Cham des Bondons

### Jura tabulaire
- Petite Montagne du Jura
- Région des lacs du Jura français :
  - reculée de Chalain
  - reculée de Loulle (lapiaz)
- Plateau de Lons-le-Saunier :
  - reculée de Poligny
  - Reculée d'Arbois (Grotte des Planches)
  - reculée de Baume-les-Messieurs
  - reculée de Blois-sur-Seille
  - Reculée de Salins-les-Bains
  - Reculée du Lison
  - Reculée de la Loue

### Zones karstiques duQuercy
- Causses du Quercy :
  - Causse corrèzien
  - Causse de Martel
  - Causse corrézien : Gouffre de la Fage
  - Causse de Gramat
  - Causse de Saint-Chels
  - Causse de Limogne
  - Causse de Bonnette
  - Causse de Saint-Antonin-Noble-Val
- Quercy Blanc
- Bouriane

### Zones karstiques desLimagnes
- Forterre
- Zones karstiques de Limagne bourbonnaise :
  - Plateau de Montaigu-le-Blin
  - Plateau de Gannat
  - Plateau de Saulcet
  - Plateau de Codret
  - Plateau de Givreuil
  - Plateau de Chavroches
  - Plateau de Saint-Pourçain-sur-Besbre
  - Plateau de Peublanc
  - Plateau de Saint-Gérand-le-Puy

### Zones karstiques duNivernaiset duNord-Ouest de la Bourgogne
- Champagne du Sénonais et du Jovinien
- Avallonnais :
  - Plateau de Vézelay
  - Plateaux de la Cure : Grottes d'Arcy-sur-Cure
  - Plateaux du Serein : pertes du Serein
- Auxerrois
- Forterre :
  - Rochers du Saussois
  - exsurgences de la Druyes :
    - exsurgences d'Étais-la-Sauvin
    - exsurgences de Druyes-les-Belles-Fontaines
- Puisaye centrale et septentrionale
- Tonnerrois : Fosse Dionne
- Terre-Plaine
- Nivernais
- Pays d'Othe

### Seuil morvano-vosgien
- Côte d'Or :
  - Cirque du Bout du Monde
  - Système hydrogéologique de Francheville (développement d'environ 28 km)
  - Haute vallée du Suzon
- Plateau de Langres-Châtillonais :
  - exsurgences de la Douix, de la Bèze, de la Coquille, de la Laigne, de la Marne, du Salon, de la Suize...
  - Marais tufeux du Châtillonnais
  - Reculée du Cul-du-Cerf
- Barrois champenois :
  - tufières de Rolampont et de Rouvres-sur-Aube
  - Exsurgence du Corgebin
- Plateaux de la Saône :
  - Apance-Amance :
    - pertes du Vannon et de la Rigotte
    - Exsurgence de la Fontaine-couverte (résurgence du Ru-Dieu) à Coublanc
    - tourbières alcalines à puits artésiens de Coiffy-le-Bas et Champigny-Chézeaux

  - Seuil de Lorraine
  - Vôge

### Zones karstiques duSud de la Bourgogne
- Monts du Mâconnais :
  - Roche de Solutré
  - Roche de Vergisson
- Monts du Châlonnais
- Zones karstiques du Brionnais :
  - Plateau de Pouilly-sous-Charlieu
  - Plateau de Saint-Bonnet-de-Cray
  - Plateau de Saint-Maurice-lès-Châteauneuf
  - Plateau de Charroire

### Zones karstiques duPérigord
- Ribéracois : Anticlinal de La Tour-Blanche
- Bergeracois
- Périgord vert :
  - Plateau de Villars : Grotte de Villars
  - Plateau de Brantôme
  - Anticlinal de Mareuil : Boutonnière de Sainte-Croix-de-Mareuil
- Périgord noir :
  - Vallée de la Vézère
  - Causse de Daglan
  - Causse de Thenon
  - Causse de Terrasson-Lavilledieu
- Périgord blanc : Causse de Savignac
- Périgord central :
  - Causse de Cubjac
  - Causse de Brouchaud

### Autres zones karstiques de la Marge sud-ouest duMassif central
- Pays-au-bois
- Buttes-témoins des bastides du Haut-Agenais
- Pays de Serres
- Bassin de Brive
- Causse de Cordes-sur-Ciel
- Causse de Labruguière

### Zones karstiques entre leSeuil du Poitouet laGuyenne

#### Zones karstiques duBas-Poitouet duGolfe des Pictons

##### Niortais
- Plateau de Lesson

##### Marge méridionale duBas-bocage vendéen(Bassin jurassique deSaint-Laurs/Les-Essarts)
- Corniche de Mervent-Vouvant : Grotte du Père Louis-Marie Grignion de Montfort
- Corniche de La-Girardie

##### Bassin duGolfe des Pictons

###### Plaine vendéenne de Luçon
- Paléoestuaire du Veillon
- Île d'Olonne
- falaises de Jard-sur-Mer

###### PlatierfossileduMarais Poitevin
- Pointe du Grouin du Cou
- Plateau de Longeville-sur-Mer
- banches de la Casse de la Belle Henriette
- banches de la Ferme de Choisy
- banches de la Baie de l'Aiguillon
- Île de la Dive
- Île de Saint-Michel-en-l'Herm
- Île de Saint-Denis-du-Payré
- Île de Chaillé-les-Marais
- Île de Maillezais
- Île de Vix
- Île de Damvix
- Île de Grues
- Île de Moreilles
- Île de Vouillé-les-Marais
- Île de Triaize, Champagné-les-Marais et Sainte-Radégonde-des-Noyers
- Île de Taugon
- Île de La-Ronde
- Île du Mazeau
- Île du Vanneau-Irleau
- Île de La-Garette
- Île de Magné
- Îlot de Marans
- Île d'Elle
- Îlot de Charron

##### PlatierfossileduMarais bretonet de l'Île de Noirmoutier
- Îlot de Sallertaine
- Plateau des Pays-de-Monts
- Plateaux de l'Île de Noirmoutier :
  - Plateau de L'Épine : banches de la Pointe du Devin
  - Plateau d'Her :
    - falaises de grès éocènes du Bois de la Chaise et de la Pointe des Dames : Îlot du Cobe
    - Pointe de l'Herbaudière
    - banches des Marais de Müllembourg

  - Plateau de La Guérinière : banches des Roches de la Loire
  - Plateau de Barbâtre : banches du Polder de Sébastopol

##### Mellois
- Plaine de Brioux-sur-Boutonne
- Plateau de Melle
- Partie centrale de l'Anticlinorium d'Argenson :
  - Plateau de Chizé
  - Plateau d'Aulnay et de Chef-Boutonne

#### Zones karstiques de l'Aunis(excepté la partie aunisienne duGolfe des Pictons)

##### Falaises fossilesdu littoral méridional duGolfe des Pictons(marnesduRauracien)
- Pointe Saint-Clément et falaises d'Esnandes
- falaises de Marsilly
- falaises fossiles de Courçon

##### Partie septentrionale de l'Anticlinoriumd'Argenson(Séquanien)

###### Falaises duPertuis breton, duDétroitde l'Île de Réet duPlatierdesDuraignes
- Falaises du Pertuis breton :
  - Pointe Saint-Clément et falaises d'Esnandes
  - falaises de Marsilly
- Falaises du Détroit de l'Île de Ré :
  - Promontoire de Nieul-sur-Mer :
    - Pointe de Digolet
    - Pointe de Mortefoin
    - Pointe du Plomb

  - Promontoire de La-Pallice :
    - Pointe de Queille
    - Pointe de la Repentie (tête continentale du Pont de l'île de Ré)

  - Pointe de Saint-Marc
  - Pointe de Chedebois
- Falaises du Platier des Duraignes :
  - Pointe des Minimes
  - Pointe de Roux
  - banches de l'Anse de Godechaud
  - Pointe du Chay et banches du Banc Le-Tétaud

###### Plateaux de l'Île de Ré
- Plateau de Saint-Clément-des-Baleines :
  - banches de la Pointe des Baleines
  - banches des Baleineaux
  - banches des Ours
  - banches de la Pointe du Lizay et de Trousse-chemise
  - banches du Banc du Bucheron et de la Pointe du Grouin
  - banches de la Pointe de Grignon et de la Pointe de Chanchardon
- Plateau du Peu-des-Aumonts :
  - falaises de l'Oxfordien de La Flotte et de Saint-Martin-de-Ré
  - banches de la Pointe du Couronneau
  - banches de Pointe de La-Couarde
  - banches du Bois-Plage-en-Ré
  - banches de Sainte-Marie-de-Ré
  - banches de la Pointe de Chauveau

###### Autres secteurs de la partie septentrionale de l'Anticlinoriumd'Argenson
- Plaine de Surgères et d'Aigrefeuille-d'Aunis
- Plateau de Benon : falaises fossiles de Courçon

##### Dépressionorthoclinale de laBaie d'Yves, duMarais de Rochefortet duPlatierdes Palles (marnesduKimméridgien)

###### Falaisesetîlesde laRade des Basques
- Promontoire de Fouras et de Saint-Laurent-de-la-Prée :
  - Presqu'île de l'Aiguille :
    - Pointe de la Fumée
    - banches d'Énette

  - banches de la Pointe de la Parpagnole
  - banches de Fort Vasou
- Île d'Aix et sa rade :
  - banches de la Pointe du Parc
  - falaises du Fort de la Rade et du Fort Liédot
  - banches de la Longe de Boyard
  - banches de Fort Lupin
- Pointe de Châtelaillon-Plage :
  - banches des Boucholeurs
  - banches du Cornard

###### FalaisesetîlotsduMarais de Rochefort, duMarais de la Petite Flandreet duMarais d'Yves
- Îlot d’Albe
- îlots de la Mazarine et de la Rabotellerie
- falaises fossiles de Tonnay-Charente
- falaises fossiles de La-Barre
- îlôts de Lillard et de Jaulin
- îlots de Voutron et de Flay
- îlots d'Agère

#### Zones karstiques de laBasse-Saintonge

##### Angérien
- Plateau des Essouverts (Partie centrale de l'Anticlinorium d'Argenson)
- Synclinorium de Saint-Jean-d'Angély, de Saint-Pierre-de-Juillers et de Néré
- cuestas et collines du Mathalien
- Chaumes de Séchebec
- Plateau du Chail
- Dépression gypsifère de Brizambourg

##### SynclinoriumdeGenouillé
- Éperon de Tonnay-Charente : falaises fossiles
- Plateau du Moulin de Montalet
- Éperon de Tonnay-Boutonne
- Plateau de Genouillé : falaises de La-Barre

#### Zones karstiques de laHaute-Saintonge

##### Synclinoriumd'Archiac, deSainteset dePort-des-Barques
- Synclinal d'Archiac
- Synclinal de Pérignac
- Petite Champagne du Santonien :
  - exsurgences et pertes des Fontaines romaines de Vénérand
  - Exsurgence de la Fontaine Saint-Martin
  - Combe de Pampin
- Plateau de Saint-Porchaire :
  - Grotte de La Barraude : Exsurgence de la Barraude
  - Grotte de Vauzelle
  - Grotte du Bouil-Bleu
  - Gouffre de l'Aiguille
  - grottes de la Roche-Courbon
- Plateau de Pont-l'Abbé-d'Arnoult
- Plateau de Saint-Sulpice-d'Arnoult
- Plateau de Trizay : Cadorettes
- Plateau de Sainte-Radegonde : Cadorettes
- Plateau de Champagne
- Plateau de Soubise
- Promontoire de Port-des-Barques et de Saint-Nazaire-sur-Charente :
  - banches du Platier des Palles
  - banches de la Passe aux bœufs et de la Pointe de Surgères
  - banches de la Baie Saint-Lancée
  - banches de la Côte de Piedemont
  - falaises et banches de l'Île Madame

##### Bois saintongeaiset plateaux deMarennes-Oléron

###### AnticlinoriumdesBois saintongeais
- Anticlinal de Jonzac
- Plateau de Pons :
  - grottes de Saint-Léger : de Roche-Madame, du Bois-Bertaud et de l'Augerie
  - falaises et grottes de la Soute
  - Promontoire de Pons
- Plateau de Gémozac
- Plateau de Tesson : Perte du Souci de Chadennes
- Plateau de Montpellier-de-Médillan
- Plateau de Saint-Quantin-de-Rançanne
- Plateau de Chadenac
- Plateau de Meursac
- Plateau de Saint-Romain-de-Benet : Exsurgence de la Fontaine-lavoir
- Plateau de Sainte-Gemme
- Plateau de Sablonceaux
- Plateau du Gua
- Plateau de Hiers-Brouage

###### Plateaux de l'Île d'Oléron
- Plateaux et falaises de Saint-Pierre-d'Oléron :
  - Plateaux du Jurassique : Saint-Pierre, Bonnemie et La-Coindrie
  - Plateaux du Crétacé : La Valinière et Les Châteliers
  - falaises de la Cotinière et de la Menounière
- Plateau de Saint-Georges-d'Oléron : falaises de Domino et des Sables Vignier
- Plateau de Saint-Denis-d'Oléron :
  - falaises de la Pointe de Chassiron
  - Récif de la Balise d'Antioche
  - banches de la Pointe des Trois-Pierres
- Plateau de La Brée-les-Bains : banches de Planginot et des Boulassiers
- Plateau de Dolus-d'Oléron : banches de la Perroche et de la Remigeasse
- Plateaux du Château-d'Oléron :
  - Plateaux du Jurassique : La-Gaconnière, La-Citadelle et Les-Moulins
  - Plateau d'Ors (Crétacé)

##### Champagne saintongeaise
- Collines du Barbezilien
- Plateau de Baignes-Sainte-Radegonde et de Montguyon
- Anticlinorium de Chalais et de Saint-Félix : combes de Saint-Laurent-des-Combes
- Cuesta de Mirambeau
- Plateau de la Lande
- Champagne de Saint-Dizant-du-Gua : exsurgences artésiennes de l'Étier de Beaulon (Fontaines bleues)
- Champagne de Saint-Thomas-de-Conac
- Champagne de Saint-Bonnet-sur-Gironde : combes des Terres-Venteuses

##### Plateaux duRoyannais

###### Plateaux de laCôte de Beautéet de laPresqu'île d'Arvert
- Plateau de la Coubre : Tour du Gardour
- Plateau de Médis
- Plateau de Breuillet
- Plateau de Saint-Sulpice-de-Royan
- Plateau d'Étaules
- Plateau des Mathes : exsurgences des Fontaines d'Arvert
- Plateau des Combots d'Ansoine :
  - Corniche de Saint-Palais-sur-Mer : terrasses marines du Maastrichtien et falaises du Lutétien karstifiées de la Pointe de Terre-Nègre et du Platin
  - falaises de Vaux-sur-Mer
  - Corniche de Pontaillac : Pointe du Chay
- Plateau de Suzac :
  - Pointe de Suzac
  - Pointe de Vallières
- Champagne de Meschers : Corniche du Maastrichtien de Matata
- Plateau de Cordouan : banches

###### Plateaux duRoyannaisgirondin
- Champagne d'Arces :
  - Presqu'île de Talmont-sur-Gironde et Falaise du Caillaud
  - Corniche de Chant-Dorat
- Champagne de Chenac-Saint-Seurin-d'Uzet :
  - Éperon de Beaumont
  - Corniche de l'Échailler
- Champagne de Mortagne-sur-Gironde : falaises fossiles de l'Estuaire de la Gironde
- Plateau de Valleret
- Champagne de Floirac
- Champagne de Saint-Fort-sur-Gironde : Terrier de Beaumont

###### Autres plateaux duRoyannais
- Champagne de Meursac
- Champagnes de Cozes : Combe à Mouchet, Combe à Bedaud...

#### Cognaçais

##### Grande Champagne
- Plateau de Châteaubernard
- Cuestas de la Charente
- Cuesta de Segonzac
- Plateau de Saint-Même-les-Carrières

##### Autres micro-régions duCognaçais
- Petite Champagne
- Rouillacais
- Pays Bas : Site paléontologique de Champblanc
- Borderies : Paléokarst de Saint-Césaire

#### Zones karstiques de l'Angoumois

##### Partie méridionale de l'Anticlinoriumd'ArgensonetRuffécois

###### Partie méridionale de l'Anticlinoriumd'Argenson
- Horte et Tardoire :
  - Causses de Tardoire :
    - Karst de La Rochefoucauld :
      - Grottes du Quéroy
      - Pertes du Bandiat, de la Tardoire, de la Bonnieure et de l'Échelle
      - Exsurgences de la Touvre

    - Plateau de la Braconne
    - Plateau de Quatre-vaux

  - Plateau d'Horte
- Sud du Ruffécois :
  - Plateau de Tusson
  - Plateau de Boixe

###### Nord duRuffécois
- Plateau de Champagne-Mouton
- Plaine de Villefagnan

##### Montmorélien
- Coteaux du Montmorélien
- Champagne de Montmoreau-Saint-Cybard

##### Plateaux angoumoisins
- Côtes d'Angoumois
- Plateau d'Angoulême :
  - Cuesta de La-Couronne
  - Cuesta des Eaux claires
  - Cuesta de Garat

#### Zones karstiques de laGuyenne girondine
- Blayais
- Bourgeais
- Libournais : Plateau de Rauzan-Saint-Émilion
- Entre-deux-Mers
- Fronsadais
- Castillonnais
- Bazadais
- Landes du Cernès
- Haut-Médoc

### Zones karstiques de l'Est et du Nord-Est duBassin anglo-parisien

#### Zones karstiques deLorraine
- Vosges du Nord :
  - Pays de Bitche
  - Vasgovie
- Pays des étangs
- Plateau lorrain :
  - Pays Haut
  - Warndt
  - Moselle-est
  - Pays messin
  - Saulnois
  - Pays thionvillois
  - Saintois
  - Ornois
  - Pays de Nied
  - Vermois
- Cuestas de Lorraine
- Côtes de Moselle :
  - Plateau de Brabois
  - Plateau de Malzéville
- Côtes de Meuse et Woëvre
- Barrois de Bar-le-Duc

#### Zones karstiques du Nord et de l'Est de laChampagne
- Argonne : Main de Massiges
- Vallage : Lacets de Mélaire
- Perthois : site spéléologique de Savonnières-en-Perthois
- Pays de Neufchâteau

## Karsts méditerranéens

### Vivarais
- Plateau des Gras et Plateau des Gras de Labeaume : Gorges de la Beaume
- Plateau des Gras de Chauzon, Plateau des Bois-de-Ronze et de Laval : Gorges de l'Ardèche (Pont d'Arc, Cirque de Gens...)
- Plateau du Laoul
- Plateau de Saint-Remèze
- Plateau des Bois de Païolive
- Montagne de la Serre : Goule de Foussoubie
- Montagne de Berg
- Massif de Valbonne

### Corniche des Cévennes

#### Corniche alésienne
- Plateau de Courry :
  - Belvédère de Saint-Sébastien
  - Grotte de la Cocalière
- Massif de Saint-Ambroix : Rocher de Dugas
- Massif du Gardon d'Anduze : Gorge d'Anduze

#### Zones karstiques de l'ensemble orographique de Sumène, de Ganges et du Vigan
- Ranc de Banes
- Montagne des Cagnasses
- Causse de Sumène : Perte du Rieutord
- Causse de la Thaurac et du Mont Saint-Mécisse :
  - Hautes-gorges de l'Hérault
  - Aven du Trou-fumant de l'Olivier (cours endokarstique du Rieutord)
  - Grotte des Demoiselles
- Causse de Ganges
- Causse de Laroque : Résurgence du Rieutord
- Monts du Viganais

### Ensemble orographique de la Séranne, de Saint-Guilhem et de la Selle

#### Massif de la Séranne
- Cirque de l'Exsurgence de la Buèges
- Roc Blanc
- Mont Saint-Baudille

#### Massif de Saint-Guilhem
- Serre de Saint-Guilhem-le-Désert
- Basses-gorges de l'Hérault : Grotte de la Clamouse
- Causse des Brousses et de Montcalmès : Pioch de la Bastide
- Causse de Fontanilles et Cognossou :
  - Combe du Cor
  - Puech de la Galine
  - Puech de Lacan

#### Massif de la Selle
- Causse de la Selle : Gorges de la Buèges
- Causse de l'Ouradou et du Bois de Bouis : Serre de la Cellette

### Zones karstiques de l'Est duBas-Languedocméditerranéen

#### Plateauxde laCèzeet deLussan
- Massifs des Gorges de la Cèze :
  - Massif des Bois de Goudargues
  - Massif des Bois de La-Roque : Cascades du Sautadet
  - Causse de Méjannes-le-Clap
- Plateau de Lussan :
  - Causse de Lussan
  - Mont Bouquet
  - Causse de Verfeuil : Concluses de l'Aiguillon
  - Garrigues de Belvézet
- Massif des Bois de Sabran
- Collines de Saint-Marcel-de-Careiret

### Plateaux et terrasses du Bas-Languedoc rhodanien
- Plateau de Saint-Étienne-des-Sorts et Marcoule : Roche de Marcoule
- Plateau de Lacau
- Plateau de Villeneuve, des Angles et d'Aramon :
  - Mont-Andaon
  - Éperon d'Aramon
- Vallats de Tavel et Lirac :
  - Mont-Cau
  - Montagnette et Montagne
  - Mont du Réservoir de Tavel
- Signargues
- Puech de Montfrin
- Terrasses de Roquemaure :
  - Montagne de Saint-Geniès
  - Plateau du Bois-de-Clary
  - Plateau de Sauveterre
- Côte de Saint-Victor-la-Coste
- Massif de l'Aiguille

### Ensemble orographique des Gardons
- Collines de Saint-Maurice-de-Cazevieille, Vézénobres et Foissac
- Massif des Garrigues d'Uzès et de Saint-Quentin-la-Poterie
- Massif des Gorges du Gardon
- Plateau des Garrigues de Marguerittes
- Plateau du Camp des Garrigues de Nîmes
- Plateau du Bois des Lens

### Corniche de laVaunageet Plateaux duSommiérois
- Cuesta de Clarensac : Serre de Peyre-Fioc
- Plateau de Caveirac : Colline Saint-Roch
- Plateau de Congénies et du Terme-blanc
- Plateau de Mouressipe
- Plateau de la Liquière
- Roc de Gachone
- Plateau de Nages
- Plateau d'Ambrussum
- Plateau d'Aubais
- Puechs de Salinelles

### Zones karstiques du Centre duBas-Languedocméditerranéen

#### EnsembleorographiquedeQuissac,SauveetNotre-Dame-de-Londres
- Causse de Sauzet et Serre de Monnier
- Puechs de Saint-Étienne d'Issensac : Ravin des Arcs
- Causse du Bois de la Baume et du Bois du Pâtus :
  - Cuesta de l'Hortus : Grotte de l'Hortus
  - Cuesta du Causse et Puech de Dolgue
- Poljé de Claret
- Poljé de Pompignan : avens du Trou-fumant et de Monnier
- Crête de Taillade et Montagne Saint-Jean
- Causse de Conqueyrac : Perte du Vidourle
- Causse de Sauve (Mer de rochers) : Résugence du Vidourle
- Massif de Coutach
- Causse de Quissac : Serre de la Lauze
- Serres et Pechs de Bragassargues :
  - Serre de Roucaute
  - Puech de l'Arboussède
- Causse du Bois de Paris et du Bois-Rosier

#### EnsembleorographiquedeSaint-Martin-de-Londres,Viols-le-FortetSaint-Mathieu-de-Tréviers
- Garrigues et Puechs du Tréviersois :
  - Puech du Bois de Mounié
- Poljé de Saint-Martin-de-Londres
- Causse de Viols-le-Fort
- Causse du Pic Saint-Loup

#### Puechsd'Aumelaset de la Moure
- Montagne de la Moure
- Pioch de Madame
- Grand Puech
- Puech du Bois Nègre
- Puech des Mourgues
- Puech de la Pène
- Puech du Bois-de-Paris

#### GarriguesduMontpelliérain
- Collines de Montpellier :
  - Colline du Lunaret
  - Colline de Montmaur
  - Plan-des-Quatre-Seigneurs
  - Colline de la Paillade
  - Colline de la Mosson
  - Hauts-de-Massane
  - Colline du Peyrou
- Garrigue de Castries
- Garrigue de Teyran

#### Autres zones karstiques du Centre duBas-Languedocméditerranéen
- Puechs de Montpeyroux et Lagamas
- Garrigues de Faugères : Gorges de l'Orb
- Garrigues de Cébazan
- Massif de la Gardiole : Plan de Lacan
- Mont Saint-Clair
- Collines du Biterrois et du Piscénois : Colline d'Ensérune

### Zones karstiques duMassif des Corbièreset de sa périphérie

#### Corbières maritimesetMassif de la Clape
- Pic du Pied-de-Poul et Estrons-de-la-Vieille
- Montoullié de Périllou
- Plateau d'Opoul : Exsurgence de la Font-Estramar
- Plateau de Vingrau : Caune de l'Arago
- Corbières catalanes
- Plateau de Leucate :
  - Cap Leucate
  - Cap Romarin
- Pech Maho
- Massif de la Clape :
  - Gouffre de l'Œil Doux
  - Grotte de la Crouzade
- Petites-Corbières narbonnaises :
  - Puech de Montlaurès
  - Île Saint-Martin
  - Île Sainte-Lucie

### Hautes-Corbières méditerranéennes
- Plateau du Grau de Maury
- Cirque de Peyrepertuse

### Provence calcaire,Pays niçoiset zones karstiques deCorse

#### PréalpesdeProvenceetPréalpes maritimes

##### PréalpesdeProvence
- Monts de Vaucluse :
  - Mont Ventoux
  - Plateau de Vaucluse :
    - Gorges de la Nesque
    - Fontaine de Vaucluse

  - Montagne de Lure
  - Pays de Forcalquier
  - Pays d'Aigues
  - Plateau des Claparèdes
  - Rocher des Doms
- Massif du Luberon
- Plateau d'Albion
- Plateau de Valensole
- Massif des Trois-Évêchés :
  - Montagne de Cordœil
  - Tête de l'Estrop
  - Grande Séolane
  - Les Trois-Évêchés
  - Montagne du Cheval Blanc

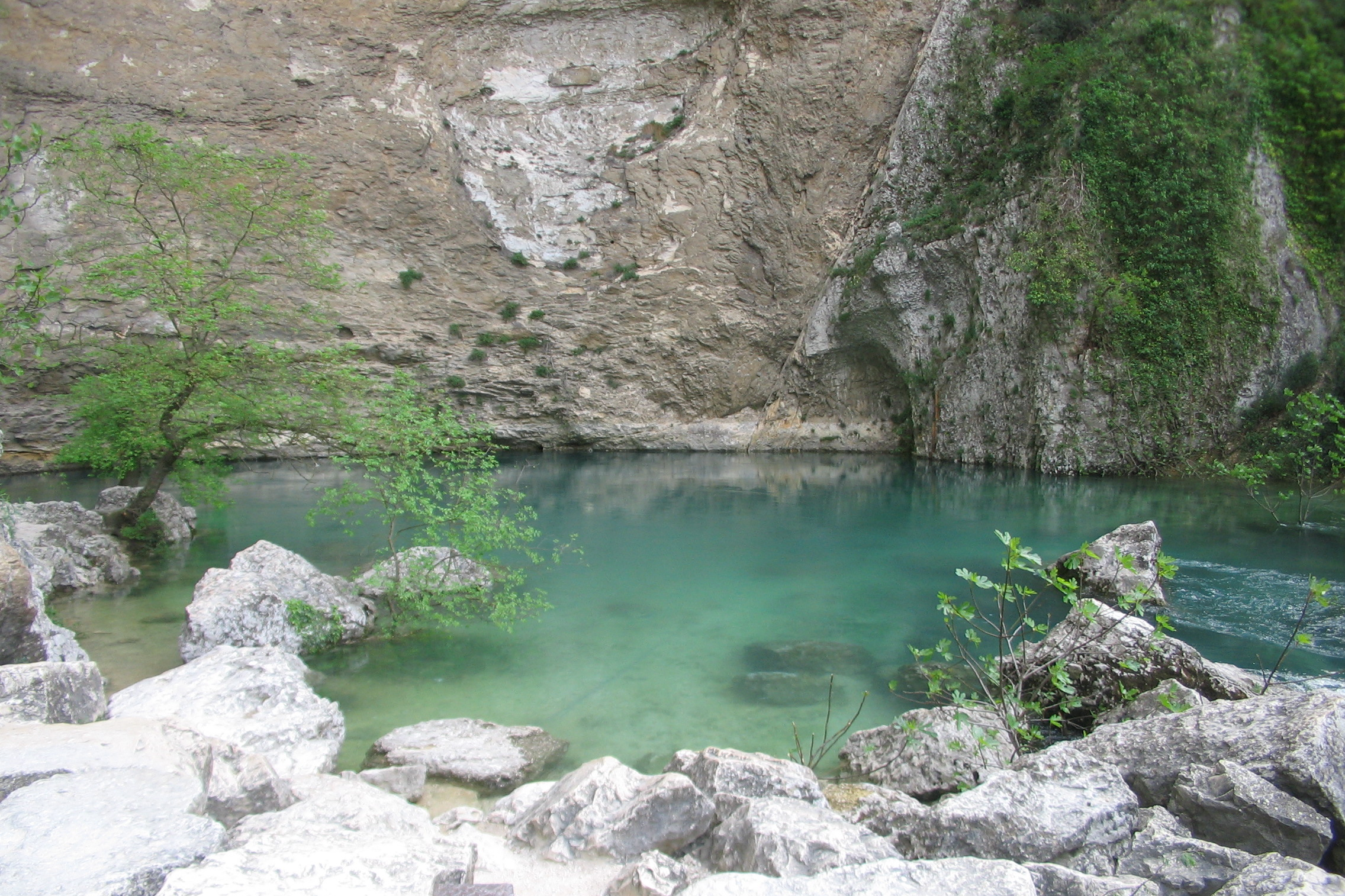
La Fontaine de Vaucluse, en avril 2008.

- Marge sédimentaires du massif du Mercantour
- Massif du Pelat :
  - Mont Pelat
  - Grand Coyer
  - Plan du Rieu
- Préalpes de Castellane et de Grasse :
  - Plan de Canjuers
  - Aven de la Mort de Lambert
  - Baou de Saint-Jeannet
  - Baou des Blancs
  - Haut Verdon
- Préalpes de Digne :
  - Nappe de Digne
  - Massif des Monges
  - Massif du Montdenier
  - Haut Verdon :
    - Siphon de l'Imbut
    - Baou Béni
- Massif d'Escreins :
  - Pics de la Font Sancte
  - Punta dell'Alp
  - Pic de Caramantran
- Massif du Parpaillon :
  - Forêt de Boscodon : Fontaine de l'ours
  - Mont Pouzenc
  - Pic de Morgon
  - Cirque de Morgon
  - Grand Bérard
  - Mont Pouzenc
- Massif de Chambeyron :
  - Aiguille de Chambeyron
  - Brec de Chambeyron
  - Bric de Rubren
  - Pointe-Haute de Mary
  - Pointe-Basse de Mary
  - Tête de l'Homme

##### Préalpes maritimes
- Préalpes de Nice :
  - Massif de l'Authion
  - Riviera française
- Alpes ligures :
  - Enclave du massif du Marguareis
  - Gorges de la Roya
  - Riviera du Ponant
- Marge sédimentaires du massif du Mercantour : Haute vallée du Var

#### Chaîne pyrénéo-provençalede laProvence calcaire
- Massif de la Sainte-Baume et de La-Lare :
  - Montagne de la Loube
  - Poljé de Cuges-les-Pins
  - Poljé de Plan d'Aups
  - Double-poljé de Signes-Chibron
  - Pic de Bertagne
  - Joug de l'Aigle
  - Montagne de Regagnas
- Montagne Sainte-Victoire :
  - Plateau du Cengle
  - Pic des Mouches
- Montagne des Ubacs
- Massif du Concors
- Massif de Marseilleveyre et Mont Puget : Calanques de Marseille (Exsurgence de Port-Miou, Grotte Cosquer...)
- Falaises de Soubeyrannes et Cap-Canaille
- Massif de l'Étoile
- Massif du Garlaban : Garlaban
- Massif de Saint-Cyr
- Chaîne de l'Estaque : calanques de la Côte Bleue
- Alpilles : Val d’Enfer
- Montagnette
- Plateau de l'Arbois
- Poljé de Caussols et Plateau de Calern
- Plateaux du Dracénois : Gorges de la Nartuby
- Monts toulonnais (excepté le Massif du Cap-Sicié) :
  - Baou des Quatre Oures
  - Mont Combe
  - Mont Coudon
  - Mont Caume
  - Mont Faron
  - Gros-Cerveau
- Massif de Siou-Blanc : Grand Cap
- Barre de Cuers
- Bessillon
- Malmont
- Chaîne des Côtes
- Chaîne d'Éguilles
- Mont Olympe
- Chaîne de la Trévaresse
- Massif du Montaiguet
- Plateau de Castillon
- Plateau de Puyricard

#### Îles du Littoral de laProvence calcaireet de laRiviera française- Zones karstiques deCorse

##### Îles du Littoral de laProvence calcaireet de laRiviera française
- Îles du littoral de la Provence calcaire :
  - Archipel du Frioul
  - Archipel de Riou
  - Îles d'Endoume
  - Île Jarre
  - Île Maïre
  - Île de Planier
  - Île Verte
  - Île de Bendor
- Îles de Lérins (Riviera française) : exsurgences du platier de l'Île Sainte-Marguerite

##### Zones karstiques deCorse
- Synclinal de l'Île Rousse, de Corte et de Solenzara
- Causse de Bonifacio

## Karsts du socle paléozoïque

### Zones karstiques de la Montagne noire et de son adret

#### Cabardès
- Haut-Cabardès :
  - Pic de Nore : Gouffre de Cabrespine
  - Adrets du Saissacois et du Mascabardésien
- Cuestas du Montolivain

#### Causses du Minervois
- Causse de Minerve : Gorges de la Cesse et du Brian
- Causse de Siran
- Causse de Cesseras : Grotte d'Aldène

#### Autres zones karstiques de l'adret de la Montagne noire
- Haut-Lauragais de la Montagne-noire
- Pardailhan : exsurgences du Vernazobres

### Zones karstiques duMassif ardennaisetCalestienne
- Porcien
- Ardenne méridionale
- Thiérache (excepté le Plateau de Rocroi)
- Avesnois (Calestienne française) :
  - Mont du Bois Saint-Hubert
  - Monts de Baives
  - Côteaux du Bois d'Encade
  - Plateau de Mormal
  - Plateau de Trélon
  - Plateau des Nerviens

### Zones karstiques duSecteur normandduMassif armoricain
- Zones karstiques de la Suisse normande :
  - Pain de sucre de Clécy
  - Mont de l'Éminence : exsurgences du Goutil
- Plateau de La Meauffe :
  - Grotte de la Carrière
  - Grotte de la Forêt
- Synclinal du Rey :
  - Trou de la Route
  - Grotte Michèle
  - Trou du Canon
  - Trou du Four
- Plateau de Baubigny
- Karst fossile du Synclinal bocain

### Zones karstiques deBretagne
- Bassin de Châteaulin
- Graben de Monterfil
- Graben du Quiou
- Graben de Chartres-de-Bretagne
- Complexe récifal de Plougastel-Daoulas :
  - Île-ronde
  - Grotte de Vengleuz-Coz
  - Grotte de Porz-Boulou
  - Grotte de Porzmeur

## Karsts des formations crayeuses

### Zones karstiques du Centre duBassin parisien

#### Zoneskarstiquesetpseudokarstiquesde l'Île-de-France, du Sud de laPicardieainsi que de l'Ouest et du Centre de laChampagne

##### Collinesetbuttes-témoinsdeParis
- Plateau de Gravelle
- Butte-Montmartre
- Colline de Passy
- Butte-témoin de l'Étoile
- Colline de Chaillot
- buttes-témoins des Batignolles et de Monceau
- Colline de Belleville-Ménilmontant (marge occidentale du Plateau de Malassise) : Buttes-Chaumont
- Marge septentrionale du Plateau de Longboyau :
  - Montagne Sainte-Geneviève
  - Mont-Parnasse
  - Butte-aux-Cailles
  - Mont-Souris

##### Plateaux etbuttes-témoinsduPays de France
- Plateau de Carrières
- Buttes du Parisis
- Plateau de Montmorency
- Butte d'Écouen
- Butte de L'Isle-Adam
- Butte de Carnelle
- Butte-Pinson
- Plateau de Roissy
- Plateau de l'Aunoy
- Plateau d'Avron
- Plateau de Malassise
- Butte de la Prée
- Banc de gypse antéludien d'Aubervilliers

##### Zones karstiques du Sud de laPicardie
- Plateaux du Valois :
  - Plateau des Trois-forêts (Chantilly-Halatte-Ermenonville)
  - Plateau de Compiègne
  - Plateau de Laigue
  - Plateau de Retz
- Orxois
- Goële : buttes-témoins de Montmélian, Dammartin et Montgé
- Pays de Thelle
- Beauvaisis et Bray picard

##### Zones karstiques de l'Est de l'Île-de-Franceainsi que de l'Ouest et du Centre de laChampagne
- Brie calcaire :
  - Basse-Brie
  - Brie boisée
  - Brie centrale
  - Provinois :
    - Puits artésien de Vaudoy-en-Brie (Fontaine de Saint-Médard)
    - exsurgences de la Voulzie, du Durteint et du Dragon
    - Butte Saint-Georges

  - Brie d'Esternay
  - Brie marnienne
- Montois
- Multien
- Omois
- Champagne crayeuse
- Côte d'Île-de-France :
  - Montagne de Reims
  - Montagne d'Épernay : Cuesta de la Côte des Blancs
  - Cuesta du Sézannais

##### Zones karstiques de l'Ouest et du Nord-Ouest de l'Île-de-France
- Plateaux et buttes-témoins du Pincerais :
  - Plateau de Satory
  - Plateau de Villaroy
  - Plateau du Cœur-volant
  - Plateau des Alluets
  - Butte de Nézel
  - Butte de La Falaise
  - Plateau de Montainville
  - Butte de Saulx-Marchais
  - Butte de Grignon
  - Plateau de Saint-Germain-en-Laye
- Plateaux du Mantois :
  - Plateau de Rosny
  - Plateau de Lommoye
  - Plateau de Bréval
- Vexin français :
  - Buttes de Rosne
  - Massif de l'Hautil
  - La Roche-Guyon

### Zones karstiques dePicardie
(excepté les zones karstiques du Sud de la Picardie ci-avant)

#### Zones karstique de l'Est de laPicardie
- Plateaux et buttes-témoins du Laonnois :
  - Butte de Laon
  - Plateau de Voas
  - Mont de Forêt et Mont des Veaux
  - Plateau de Californie
- Vermandois : Plateau de Riqueval
- Soissonnais : Montagne de Paris
- Noyonnais : Montagne de Noyon
- Tardenois
- Marlois

#### Zones karstiques de l'Ouest de laPicardie
- Santerre
- Vimeu
- Amiénois
- Plateau du Ponthieu
- Doullennais

#### Zones karstiques deTouraine
- Boutonnière de Marcilly-sur-Maulne (affleurement de calcaires cénomaniens)
- Plateau de Saint-Paterne-Racan et de Saint-Christophe-sur-le-Nais (craie de Villedieu et calcaires de l'Angoumien) : pelouses calcicoles
- Est de la Gâtine de Touraine (Gâtines tourangelles du Nord) :
  - Bassin de Neuillé-Pont-Pierre et de Neuvy-le-Roi (calcaires lacustres)
  - Gâtines de Beaumont-la-Ronce, des Hermites, de Marray et de Nouzilly (ensemble de gâtines dit Gâtine de Ronsard, sur substrats de l'Éocène)
  - Coteaux de la Choisille et de la Brenne (craies-tuffeaux turoniennes et sénoniennes)
- Champeigne tourangelle
- Plateau du Ruchard : Puys du Chinonais
- Plateau de Sainte-Maure-de-Touraine
- Plateau de Druye-Villeperdue-Sorigny
- Plateau d'Amboise
- Plateau de Vouvray
- Plateau de Montlouis-sur-Loire
- Gâtine de Loches et de Montrésor : perte et exsurgence de la Rouère

#### Zones karstiques duBerry
- Sancerrois
- Pays-Fort
- Champagne berrichonne
- Boischaut Nord :
  - Plateau blancois
  - Gâtine de Valençay
  - Gâtine de Bazelle
  - Gâtine d'Écueillé
- Brenne

#### Zones karstiques de l'Anjou
- Haut-Anjou :
  - Maine angevin :
    - Cuesta du Loir : corniches de La-Flêche et du Lude
    - Plateau de La Fontaine-Saint-Martin
    - Gâtine sablésienne

  - Mayenne angevine : Plateau de Grez-en-Bouère
  - Baugeois
  - Touraine angevine :
    - Synclinal de Villiers-au-Bouin et de Couesmes (substrat calcaire de l'Oligocène)
    - Bassin falunier du Savignéen (sédiments de la Mer des Faluns)
- Anjou blanc
- Saumurois
- Corniche Angevine (relevant du Massif armoricain ci-après)

#### Zones karstiques duHaut-Poitou
- Châtelleraudais
- Loudunais
- Thouarsais
- Mireballais
- Chauvinois
- Seuil du Poitou et Poitevin :
  - Pays de Lusignan et de Vouillé
  - Poitevin
  - Montmorillonnais : grottes de Lussac-les-Châteaux (La-Marche, Font-Serin, Fadets, Ermitage...)

#### Corniche Angevine
- Plateau de Montjean-sur-Loire :
  - Grotte de Châteaupanne
  - Grotte des Angevins
- Plateau de Chaudefonds-sur-Layon :
  - Grotte de Saint-Charles
  - Grotte des Menteurs-Décollement

#### Zones karstiques duBas-Maine,Alpes mancellesetCoëvrons
- Mont des Avaloirs et Corniche de Pail
- Coëvrons :
  - Grotte du Rey
  - Puits du Père-Leroux et Grotte de Courtaliéru
- Synclinal viséen de Louverné-Saulges :
  - Plateau de Grande Charnie
  - Gorges de l'Erve : Grottes de Saulges
- Alpes mancelles
- Bassin sédimentaire de Laval : Plateau de Saint-Pierre-la-Cour

### Zones karstiques de l'Ouest et du Nord-Ouest duBassin parisien

#### Zones karstiques deBasse-Normandie
(excepté les zones karstiques du secteur normand du Massif armoricain ci-avant)
- Plateau de la Baie des Veys
- Bessin :
  - Côte de Nacre :
    - Réseau endokarstique de l'Aure :
      - Pertes de Maisons
      - douaises du platier de Port-en-Bessin

    - Falaise de Sainte-Honorine-des-Pertes : Stratotype du Bajocien
    - Platier du Calvados : banches
    - Réserve naturelle nationale de la Falaise du Cap-Romain
    - Stack de la Pointe du Hoc

  - Perte de la Chironne
- Campagne de Caen :
  - Réseau endokarstique fossile des calcaires à spongiaires de Caen
  - Plateau de Mondeville
  - Plateau de Carpiquet
  - Plateau de Bretteville-sur-Odon
  - Plateau du Cinglais :
    - Ravines de Bretteville-sur-Laize
    - Exsurgences de la Laize
- Pays d'Auge :
  - Mont Ormel
  - Réseau endokarstique de l'Orbiquet : Exsurgence de La Folletière-Abenon
  - exsurgences de la Côte Fleurie : Aquifère des Falaises des Vaches Noires
  - banches de la Côte de Grâce :
    - Perques de Villerville
    - Roches noires de Trouville
- Campagne de Falaise : Aquifère karstique du Plateau de Martigny-sur-l'Ante
- Plaine d'Argentan
- Campagne d'Alençon : Plateau d'Écouves
- Pays d'Ouche :
  - Plateau de Saint-Evroult-Notre-Dame-du-Bois : Système karstique de la Charentonne
  - Plateau de Fontaine : Système karstique du Guiel

#### Autres zones karstiques de l'Ouest duBassin parisien
- Grand Perche :
  - Plateau de l'Huisne : Grotte de la Mansonnière
  - Plateau de Gémages
  - Plateau de Droué
- Thymerais
- Drouais
- Haut-Maine (excepté le Saosnois)

#### Zones karstiques deHaute-Normandie
- Plateaux de l'Eure :
  - Plateau de Brotonne : Cuesta du Marais-Vernier
  - Plateau de Madrie
  - Campagne de Saint-André
  - Campagne du Neubourg
  - Roumois
  - Lieuvin
- Vexin normand :
  - Plateau de Lyons
  - Côte des Deux-Amants
  - Falaises des Andelys
- Pays de Caux (Côte d'Albâtre)[9]:
  - falaises et valleuse d'Étretat : Grande valleuse, Falaise d'Aval (dont l'Arche, l'Aiguille et la Manneporte) et Falaise d'Amont
  - falaises et valleuses d'Antifer (Valleuse du Tilleul), de Fécamp (Cap Fagnet), d'Yport, de Dieppe, de Saint-Valery-en-Caux, du Tréport, d'Életot, de Criel-sur-Mer, d'Octeville-sur-Mer, de Bénouville, d'Ailly...
  - Cap de la Hève
  - Grotte des Petites-dales
- Pays de Bray : Boutonnière de Bray

### Zones karstiques du Nord duBassin anglo-parisien

#### Plateaux de l'Artois et du Boulonnais
- Boulonnais :
  - Boutonnière du Boulonnais :
    - Collines de Licques
    - Monts de Desvres

  - Cuesta d'Opale : Cap Blanc-Nez et Cap Gris-Nez
  - Mont Lambert

- Plateaux de l'Audomarois :
  - Pelouses calcicoles d'Acquin-Westbécourt
  - Plateau des Bruyères
  - Plateau d'Helfaut

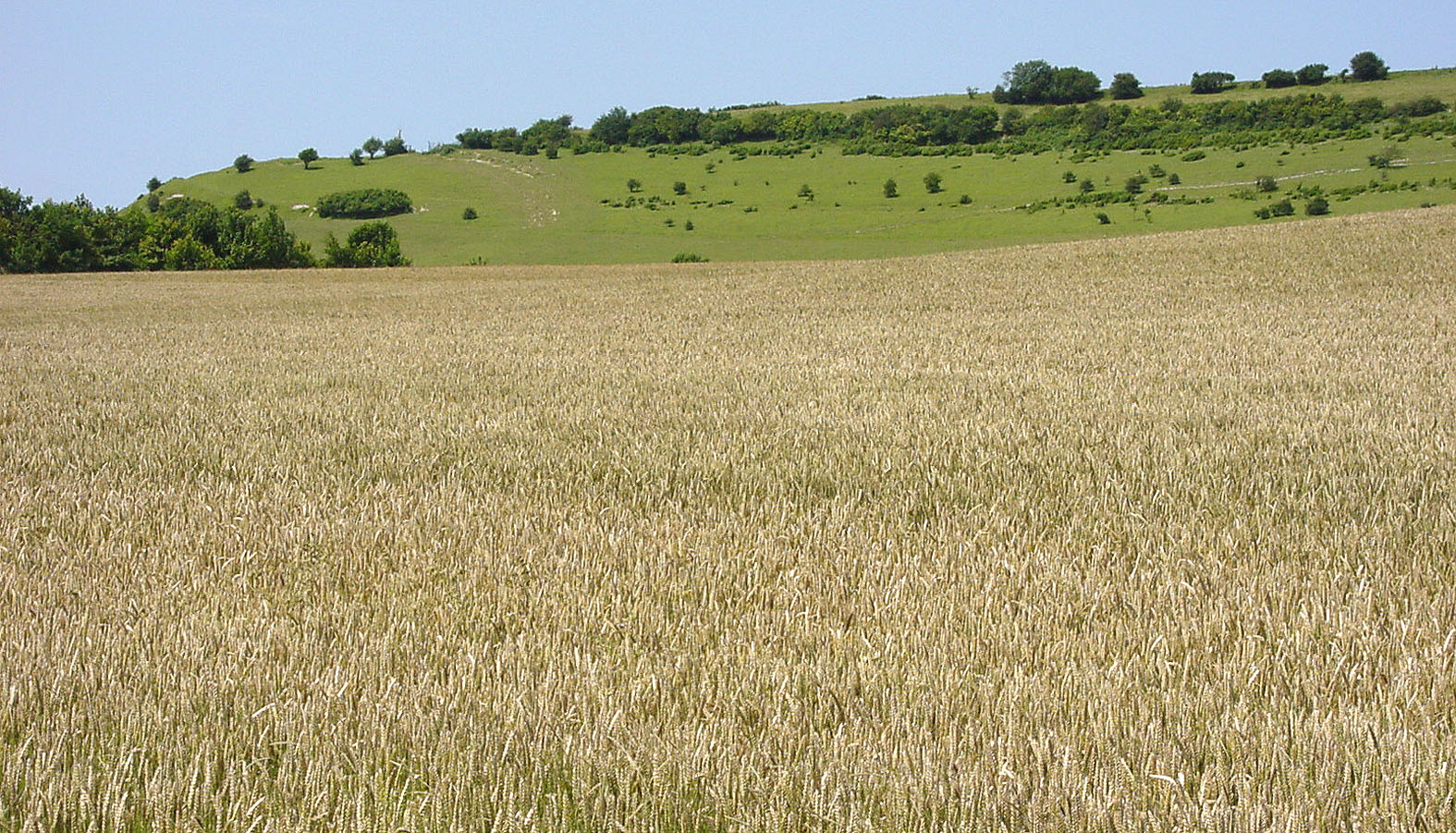
L'une des cuestas du Boulonnais

  - Cuesta de Wavrans-sur-l'Aa : Aquifère de la Nappe de la Craie
- Plateau de Fruges : Creuses
- Ternois
- Arrageois
- Haute-Gohelle : Colline Notre-Dame-de-Lorette
- Haut-Ostrevent
- Béthunois :
  - puits artésiens de l'Abbaye Saint-Sauveur de Ham
  - puits artésiens de Norrent-Fontes

#### Zones karstiques du Sud duBassin franco-belge
- Houtland : Monts des Flandres (Mont-Cassel, Mont des Cats...)
- Mélantois
- Borinage
- Buttes-témoins du Ferrain
- Seuil du Cambrésis

## Karsts sous couverture

### Zones karstiques du Sud-Ouest et du Sud de l'Île-de-France
- Plateaux et buttes-témoins du Hurepoix :
  - Plateau de Limours
  - Plateau de Vanves
  - Mont-Rouge
  - Plateau de Longboyau
  - Plateau de Villacoublay
  - Plateau de Saclay
  - Plateau de Meudon : Carrières de Meudon
  - Mont Valérien
  - Plateau de Fausses-Reposes et de Saint-Cloud
  - Plateau de Courtaboeuf
  - Butte de Montlhéry
  - Plateau de Dourdan
- Plateaux du Pays d'Yveline :
  - Plateau de Cernay
  - Plateau de Rambouillet
- Pays houdanais
- Beauce stampienne : Stratotype du Stampien
- Pays de Bière
- Gâtinais français :
  - Chaos de grès du Massif de Fontainebleau :
    - Massif des Trois-pignons
    - Gorges et Platières d'Apremont
    - Gorges de Franchard
    - Hauteurs de la Sole

  - Éperon de Château-Landon

### Zones karstiques entre l'Île-de-Franceet leVal de Loire
- Beauce
- Petite Beauce
- Gâtinais orléanais
- Dunois
- Perche-Gouët
- Vendômois
- Blaisois
- Orléanais
- Gâtinois